# Jamur Labu
Jamur Labu is een bestuurslaag in het regentschap Aceh Tamiang van de provincie Atjeh, Indonesië. Jamur Labu telt 770 inwoners (volkstelling 2010).